# Pays des Vallons de Vilaine
 (août 2025).
Motif : Absence de sources secondaires, les Pays loi Voynet ne sont pas admissibles d'office.
- Archive Wikiwix
- Bing
- Cairn
- DuckDuckGo
- E. Universalis
- Gallica
- Google
- G. Books
- G. News
- G. Scholar
- Persée
- Qwant
- (zh) Baidu
- (ru) Yandex
- (wd) trouver des œuvres sur Wikidata

| 1. | Préciser le motif de la pose du bandeau. | Précisez le motif de la pose du bandeau en utilisant la syntaxe suivante : {{admissibilité à vérifier\|date=août 2025\|motif=remplacez ce texte par le motif}}                                   |
| 2. | Informer les utilisateurs concernés.     | Pensez à avertir le créateur de l'article, par exemple, en insérant le code ci-dessous sur sa page de discussion : {{subst:avertissement admissibilité à vérifier\|Pays des Vallons de Vilaine}} |

Le syndicat mixte des Vallons de Vilaine (anciennement Pays de Guichen-Bain puis Pays des Vallons de Vilaine) regroupe 2 communautés de communes : Bretagne Porte de Loire Communauté (issue de la fusion des deux anciennes communautés de communes de Moyenne Vilaine et Semnon et du Pays de Grand-Fougeray) et Vallons de Haute-Bretagne Communauté.

## Présentation
- Superficie : 966,25 km2
- Population : 76 198 habitants en 2019 (+ 10,6 % entre 1990 et 1999).
- 38 communes.

## Les 38 communes

### Canton de Guichen
- Baulon ;
- Bourg-des-Comptes ;
- Bovel ;
- Comblessac ;
- Goven ;
- Guichen ;
- Guignen ;
- La Chapelle-Bouëxic ;
- Lassy ;
- Les Brulais ;
- Loutehel ;
- Mernel ;
- Saint-Séglin ;
- Saint-Senoux ;
- Val d'Anast.

### Canton de Bain-de-Bretagne
- Bain-de-Bretagne ;
- Chanteloup ;
- Crévin ;
- Ercé-en-Lamée ;
- Grand-Fougeray ;
- La Bosse-de-Bretagne ;
- La Couyère ;
- La Dominelais ;
- La Noë-Blanche ;
- Lalleu ;
- Le Petit-Fougeray ;
- Le Sel-de-Bretagne ;
- Pancé ;
- Pléchâtel ;
- Poligné ;
- Saint-Sulpice-des-Landes ;
- Sainte-Anne-sur-Vilaine ;
- Saulnières ;
- Teillay ;
- Tresbœuf.

### Canton de Redon
- Guipry-Messac ;
- Lohéac ;
- Saint-Malo-de-Phily.